# Skuespiller (dokumentarfilm)
|  | Denne artikel er oprettet af botten Steenthbot ud fra en ekstern database. Den kan derfor have sproglige fejl eller mangler. Denne skabelon kan fjernes efter kontrol af indholdet. |

Skuespiller er en dansk portrætfilm fra 2001 instrueret af Tine Katinka Jensen efter eget manuskript.

## Handling
Sebastian er 14 år, fra Søborg, og allerede en eftertragtet skuespiller. Sebastian har spillet med i filmene "Albert", "Kærlighed ved første blik", "Mirakel" m.fl. Sebastian venter spændt på at få besked på, om han er med i en ny dansk film.

## Medvirkende
- Sebastian Jessen